# Deisterbahn
| Streckennummer (DB): | 1761                                                                                                |                                                             |                                                             |
| Kursbuchstrecke (DB): | 360.1; 360.2; 212a (1962)                                                                           |                                                             |                                                             |
| Kursbuchstrecke: | 191a (1934) 192b (Haste – Bad Nenndorf Nord 1934) 212d (1946) 212a (Haste – Bad Nenndorf Nord 1946) |                                                             |                                                             |
| Streckenlänge: | 25,4 km                                                                                             |                                                             |                                                             |
| Spurweite: | 1435 mm (Normalspur)                                                                                |                                                             |                                                             |
| Stromsystem: | 15 kV 16,7 Hz ~                                                                                     |                                                             |                                                             |
| Streckengeschwindigkeit: | Weetzen–Barsinghausen: 120 km/h Barsinghausen–Haste: 80 km/h                                        |                                                             |                                                             |
| Zugbeeinflussung: | PZB                                                                                                 |                                                             |                                                             |
| Zweigleisigkeit: | Weetzen–Egestorf                                                                                    |                                                             |                                                             |
| | |                                                             |                                                             |
| \| \| \| von Hannover \| \| \| \| 25,4 \| Haste \| Haste \| \| \| \| nach Minden \| \| \| \| \| Waldstraße (L 449) (bis April 2015) \| \| \| \| \| Waldstraße (L 449) (ab April 2015) \| \| \| \| \| Übergabebf / Rz-Abstellgruppe \| \| \| \| \| Süntelbahn nach Bad Münder am Deister \| \| \| \| 21,3 \| Bad Nenndorf früher: -Nord / Keilbahnhof \| Bad Nenndorf früher: -Nord / Keilbahnhof \| \| \| \| Bundesstraße 442 \| \| \| \| \| Bundesautobahn 2 \| \| \| \| 18,1 \| Bantorf \| Bantorf \| \| \| 18,054 \| B 65 \| B 65 \| \| \| \| Anschluss Zeche Antonie \| \| \| \| 16,5 \| Winninghausen \| Winninghausen \| \| \| 14,2 \| Rehrbrinkstraße (L 392) \| Rehrbrinkstraße (L 392) \| \| \| 13,5 \| Barsinghausen \| 99 m \| \| \| \| zum Klosterstollen, Übergabe Straßenbahn \| \| \| \| \| Hannoversche Straße (K 241) \| \| \| \| 13,2 \| Industrieanschluss, urspr. Schacht IV \| Industrieanschluss, urspr. Schacht IV \| \| \| 11,324 \| Stoppstraße (L 391), 1899 bis 1953 Kreuzung mit Straßenbahn \| Stoppstraße (L 391), 1899 bis 1953 Kreuzung mit Straßenbahn \| \| \| 11,3 \| Kirchdorf (Deister) \| Kirchdorf (Deister) \| \| \| 10,291 \| Nienstedter Straße (L 401) \| Nienstedter Straße (L 401) \| \| \| 9,2 \| Egestorf (Deister) \| 104 m \| \| \| 8,985 \| Wennigser Straße (L 391) \| Wennigser Straße (L 391) \| \| \| \| (L 391) \| \| \| \| 5,0 \| Wennigsen (Deister) \| 97 m \| \| \| 4,744 \| Degerser Straße (L 390) \| Degerser Straße (L 390) \| \| \| 2,3 \| Lemmie \| Lemmie \| \| \| \| Bundesstraße 217 \| \| \| \| \| von Altenbeken \| \| \| \| 0,0 \| Weetzen \| 68 m \| \| \| \| nach Hannover \| \| | |                                                             |                                                             |
| Strecke | | von Hannover                                                | von Hannover                                                |
| S-Bahnhof | 25,4                                                                                                | Haste                                                       | Haste                                                       |
| Abzweig geradeaus und nach rechts | | nach Minden                                                 | nach Minden                                                 |
| ehemaliger Bahnübergang | | Waldstraße (L 449) (bis April 2015)                         | Waldstraße (L 449) (bis April 2015)                         |
| Strecke mit Straßenbrücke | | Waldstraße (L 449) (ab April 2015)                          | Waldstraße (L 449) (ab April 2015)                          |
| Abzweig geradeaus und ehemals nach links | | Übergabebf / Rz-Abstellgruppe                               | Übergabebf / Rz-Abstellgruppe                               |
| Abzweig geradeaus und ehemals nach rechts | | Süntelbahn nach Bad Münder am Deister                       | Süntelbahn nach Bad Münder am Deister                       |
| S-Bahn-Halt | 21,3                                                                                                | Bad Nenndorf früher: -Nord / Keilbahnhof                    | Bad Nenndorf früher: -Nord / Keilbahnhof                    |
| Bahnübergang | | Bundesstraße 442                                            | Bundesstraße 442                                            |
| Strecke mit Straßenbrücke | | Bundesautobahn 2                                            | Bundesautobahn 2                                            |
| S-Bahnhof | 18,1                                                                                                | Bantorf                                                     | Bantorf                                                     |
| Bahnübergang | 18,054                                                                                              | B 65                                                        | B 65                                                        |
| Abzweig geradeaus und ehemals nach rechts | | Anschluss Zeche Antonie                                     | Anschluss Zeche Antonie                                     |
| S-Bahn-Halt | 16,5                                                                                                | Winninghausen                                               | Winninghausen                                               |
| Brücke | 14,2                                                                                                | Rehrbrinkstraße (L 392)                                     | Rehrbrinkstraße (L 392)                                     |
| S-Bahnhof | 13,5                                                                                                | Barsinghausen                                               | 99 m                                                        |
| Abzweig geradeaus und ehemals nach rechts | | zum Klosterstollen, Übergabe Straßenbahn                    | zum Klosterstollen, Übergabe Straßenbahn                    |
| Brücke | | Hannoversche Straße (K 241)                                 | Hannoversche Straße (K 241)                                 |
| Abzweig geradeaus und nach links | 13,2                                                                                                | Industrieanschluss, urspr. Schacht IV                       | Industrieanschluss, urspr. Schacht IV                       |
| Kreuzung mit U-Bahn (Querstrecke außer Betrieb) | 11,324                                                                                              | Stoppstraße (L 391), 1899 bis 1953 Kreuzung mit Straßenbahn | Stoppstraße (L 391), 1899 bis 1953 Kreuzung mit Straßenbahn |
| S-Bahn-Halt | 11,3                                                                                                | Kirchdorf (Deister)                                         | Kirchdorf (Deister)                                         |
| Bahnübergang | 10,291                                                                                              | Nienstedter Straße (L 401)                                  | Nienstedter Straße (L 401)                                  |
| S-Bahnhof | 9,2                                                                                                 | Egestorf (Deister)                                          | 104 m                                                       |
| Bahnübergang | 8,985                                                                                               | Wennigser Straße (L 391)                                    | Wennigser Straße (L 391)                                    |
| Strecke mit Straßenbrücke | | (L 391)                                                     | (L 391)                                                     |
| S-Bahnhof | 5,0                                                                                                 | Wennigsen (Deister)                                         | 97 m                                                        |
| Bahnübergang | 4,744                                                                                               | Degerser Straße (L 390)                                     | Degerser Straße (L 390)                                     |
| S-Bahn-Halt | 2,3                                                                                                 | Lemmie                                                      | Lemmie                                                      |
| Brücke | | Bundesstraße 217                                            | Bundesstraße 217                                            |
| Abzweig geradeaus und von rechts | | von Altenbeken                                              | von Altenbeken                                              |
| S-Bahnhof | 0,0                                                                                                 | Weetzen                                                     | 68 m                                                        |
| Strecke | | nach Hannover                                               | nach Hannover                                               |

Die Deisterbahn, auch Bahnstrecke Weetzen–Haste ist eine elektrifizierte Bahnstrecke in Niedersachsen. Im Abschnitt Weetzen–Barsinghausen ist sie als Hauptbahn klassifiziert, im restlichen Abschnitt als Nebenbahn. Sie verläuft am Nordrand des Deisters zwischen Weetzen und Haste. Die Strecke wird heute von der S-Bahn Hannover befahren.

## Vorgeschichte
Seit dem Jahr 1850 gab es wiederholt Projekte zum Bau einer Eisenbahnstrecke an den Deister.
Ein Komitee um Georg Egestorff, Freiherr Ernst Knigge und den Barsinghäuser Bergmeister Stopp hatte erstmals 1855 die Konzession zu Bau und Betrieb einer Strecke beantragt.
Das Verfahren scheiterte an Rentabilitätszweifeln und bürokratischen Verzögerungen.
Eine 1860 angekündigte Transporttarifsenkung für Steinkohlelieferungen aus Westfalen veranlasste neue Planungen. Vermutlicher Hauptgrund war die Existenzsicherung der Kohlegruben mit ihren damals 900 Beschäftigten im Deistergebiet.

### Deister-Wunstorfer Bahn
Ernst Merck beantragte 1860/61 eine Konzession zum Bau einer Strecke von Wunstorf an der Bahnstrecke Hannover–Minden vorbei an Groß Munzel nach Bantorf. Spätere Pläne sahen eine Verlängerung über Barsinghausen und Egestorf bis zum Georgsplatz vor.
König Georg V. verweigerte unerwartet die erforderliche Zustimmung zu der Merck durch Ministerpräsident Eduard von Kielmansegg schon zugesagten Konzession.

### Leine-Deister-Eisenbahn
Egestorff und Oberkammerherr Knigge erhielten hingegen für ihr Bahnprojekt die 1860/61 erneut beantragte hannoversche Konzession. Die projektierte Strecke sollte von Bantorf oder Hohenbostel entlang des Deisterrands über Barsinghausen, Egestorf, Kniggenbrink, Georgsplatz, Wennigsen bis Bredenbeck verlaufen und dabei die jeweiligen Kohlegruben verbinden. Östlich von Bredenbeck hätte eine Strecke nach Hameln abzweigen können.
Die Strecke weiter nach Hannover hätte die Kalksteinbrüche bei Ronnenberg, die Saline Egestorffshall in Badenstedt sowie als Großabnehmer die Kalkbrennereien und Ziegeleien in Linden angeschlossen. In Glocksee im Westen von Hannover sollte ein eigener Endbahnhof gebaut und dieser mit der bestehenden Staatsbahn verbunden werden.
Die Baukosten wurden auf insgesamt 1,5 bis 1,7 Millionen Taler veranschlagt. Erstmals im Königreich Hannover sollte eine Eisenbahnstrecke durch die Ausgabe von Aktien finanziert werden.
Das Projekt war bis zur Preußischen Annexion des Königreichs im Jahr 1866 nicht umgesetzt.

## Geschichte

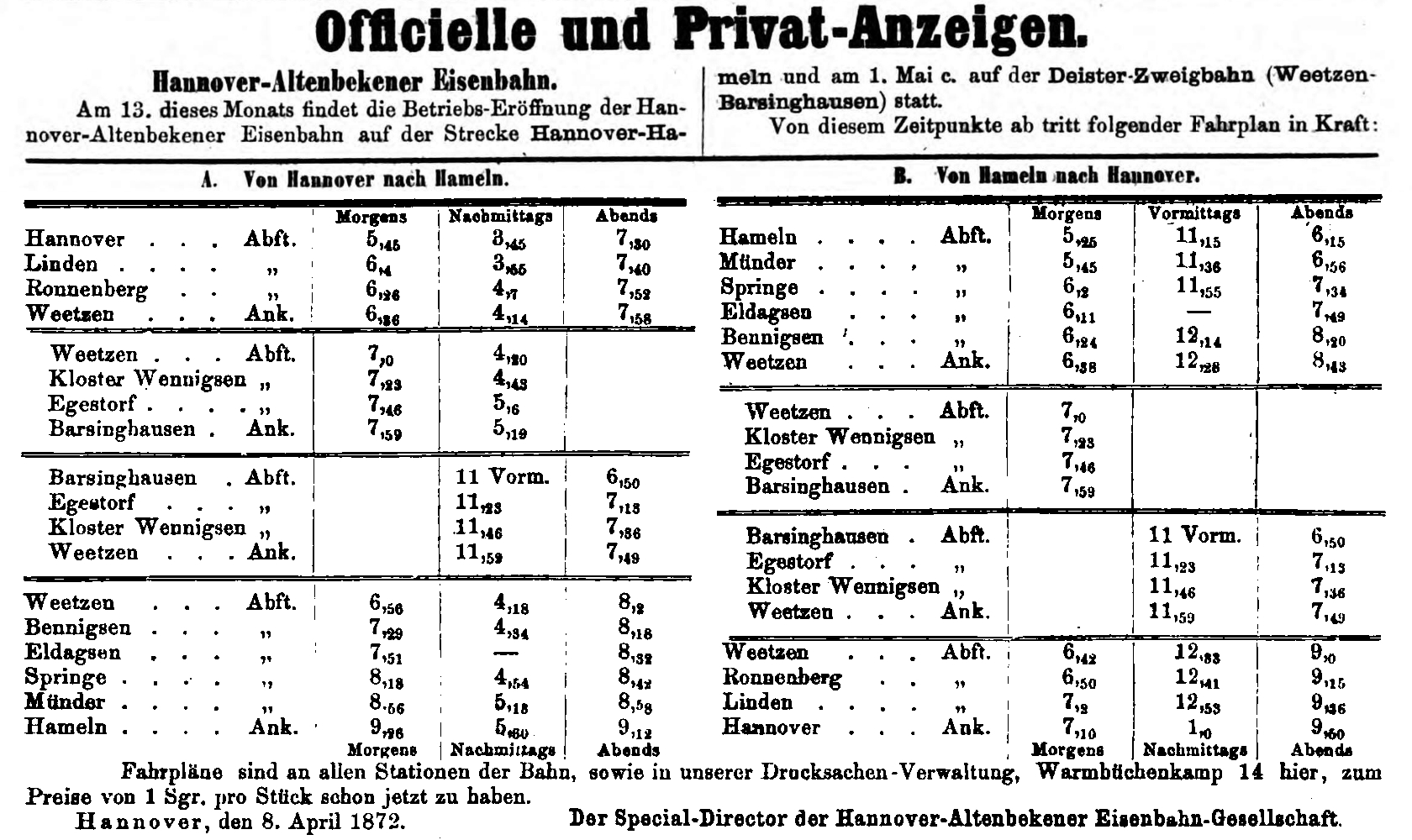
Die erste Fahrplanankündigung 1872

Die Konzession für die Hauptstrecke nach Altenbeken sowie den Abzweig nach Haste wurde am 25. November 1868 an die Hannover-Altenbekener Eisenbahn-Gesellschaft erteilt. Die Bahnstrecke wurde hauptsächlich zum Transport von Schüttgut (Deisterkohle, Steine sowie Zuckerrüben aus dem Calenberger Land) erbaut. Die Deister-Zweigbahn, der Abschnitt Weetzen–Barsinghausen wurde am 1. Mai 1872, der restliche Teil bis Haste am 15. August 1872 in Betrieb genommen. Zu diesem Zeitpunkt existierten die Haltepunkte Winninghausen, Lemmie, Kirchdorf und Bantorf noch nicht. Die Strecke bis Barsinghausen wurde zunächst mit zwei Zugpaaren täglich, nach der Verlängerung bis Haste die gesamte Strecke mit drei Zugpaaren bedient. Die Strecke wurde sofort auch für die Postzustellung zu den Bahnhöfen Barsinghausen und Wennigsen (Deister) verwendet.
Am 1. Oktober 1901 wurde der Haltepunkt Winninghausen eröffnet. Seit spätestens 1902 gab es Bemühungen der Bauern aus Lemmie und Sorsum zur Einrichtung eines Haltepunktes bei Lemmie. Unterstützt wurden sie dabei ebenfalls von den Bauern aus Bönnigsen. Für sie war der Weg zum Bahnhof Wennigsen zwar deutlich kürzer, wegen einer starken Gefällstrecke mit Pferdefuhrwerken aber mühsamer. Schließlich erfolgte am 15. Dezember 1904 die Eröffnung des Haltepunktes Lemmie auf Land des geheimen Regierungsrates Ditfurth. Dieser bewohnte das angrenzende Rittergut Lemmie und hatte es unentgeltlich zur Verfügung gestellt. Die Haltepunkte Kirchdorf (1955, auf Egestorfer Gebiet) und Bantorf (1975) folgten wesentlich später.
Am 22. März 1969 fuhr zum letzten Mal eine Dampflokomotive mit einem regulären Personenzug über die Strecke und der Zugbetrieb wurde auf Dieseltraktion umgestellt. Nach Einstellungsplänen der DB Ende der 1960er Jahre wurde die Strecke mit finanzieller Unterstützung durch den Zweckverband Großraum Hannover (Großraumverband, GVH), einem Rechtsvorgänger der heutigen Region Hannover, elektrifiziert und am 31. Mai 1970 mit der ersten Fahrt einer Elektrolokomotive eröffnet. Zunächst wurden Wendezüge mit n-Wagen, ab 1989 mit Citybahn-Wagen eingesetzt, die hauptsächlich durch Elektrolokomotiven der Baureihe 141 gezogen bzw. geschoben wurden. Die Lok zog im Regelfall in Fahrtrichtung Haste.
Ende der 1990er Jahre wurden im Zuge der Einrichtung der S-Bahn Hannover für die kommende Expo 2000 die Bahnhöfe bzw. Haltepunkte modernisiert bzw. umgebaut sowie die Teilstrecke von Weetzen bis Egestorf zweigleisig ausgebaut. Dabei kamen Y-Stahlschwellen zum Einsatz. Lediglich auf einem kurzen Abschnitt südlich der Bahnsteige in Weetzen bis nach dem Bahnübergang Humboldtstraße steht Zügen von und nach Haste nur ein Gleis zur Verfügung, da ein zweites Gleis hier bei nur geringem Nutzen eine erhebliche Kostensteigerung verursacht hätte. Dieses Gleis befindet sich noch innerhalb des Bahnhofs Weetzen. Bis zum zweigleisigen Ausbau bestanden im Abschnitt Weetzen–Egestorf nur in den beiden Bahnhöfen Wennigsen und Egestorf Ausweichgleise. Die planmäßigen Zugkreuzungen fanden in Egestorf statt.
Die Bahnhöfe in Weetzen, Wennigsen, Egestorf und Barsinghausen verfügten früher über weitere Nebengleise zur Abfertigung von Stückgut. Die Güterabfertigung in Egestorf wurde Anfang der 1970er Jahre, die in Wennigsen in den 1980er Jahren aufgegeben und die entsprechenden Nebengleise größtenteils bei den Umbaumaßnahmen zur Einrichtung der S-Bahn entfernt. In Wennigsen blieb die Kopframpe zurück, die jedoch weder straßen- noch gleisseitig noch angeschlossen ist. Ebenfalls bis in die 1980er Jahre hinein befanden sich mechanische Stellwerke in den Bahnhöfen Egestorf und Wennigsen, bevor die Weichen und Signale von den Gleisbildstellwerken im benachbarten Barsinghausen und Weetzen aus gesteuert wurden. Im Zuge dieser Umstellung wurden die bisherigen Formsignale durch H/V-Lichtsignale ersetzt. Der Trennungsbahnhof Bad Nenndorf, der über ein eigenes Stellwerk verfügte, wurde nach der Aufgabe der Süntelbahn zu einem Haltepunkt zurückgebaut.
In Barsinghausen gab es früher östlich des Bahnhofs Anschlüsse zum Klosterstollen in Richtung Süden sowie zum Schacht IV in Richtung Norden. Der nordwärts führende Anschluss beginnt hinter der Überführung über die Hannoversche Straße und ist mit einer Schutzweiche ausgestattet. Er dient heute als Industriestammgleis Barsinghausen und führt nur noch bis ins Gewerbegebiet Brunslohe.
In den Jahren 2014 und 2015 wurde in Haste eine Straßenüberführung gebaut und der Fußgängertunnel im Bereich des Bahnhofs verlängert. Der Bahnübergang an der Waldstraße direkt südlich des Bahnhofs wurde daraufhin aufgehoben.
2021 wurde der Bahnsteig 2 des Bahnhofs Barsinghausen erneuert und erhielt einen barrierefreien Zugang. Dafür wurden 2,5 Millionen Euro im Rahmen des Programms Niedersachsen ist am Zug 3 investiert.

## Streckenverlauf
Die Strecke verläuft im nordöstlichen Vorland des Deisters. Sie zweigt in Weetzen auf dem Gebiet der Stadt Ronnenberg von der Bahnstrecke Hannover–Altenbeken ab und verläuft von dort durch das Gebiet der Stadt Gehrden, der Gemeinde Wennigsen sowie der Städte Barsinghausen, Bad Nenndorf und der Gemeinde Haste an der Bahnstrecke Hannover – Minden. Im Bereich des Bahnhofs Egestorf (Deister) verläuft die Trasse unmittelbar am Rand des Deisters. Der gesamte Verlauf ist weitgehend eben und tunnellos. Nahe dem Abzweig Weetzen wird die Bundesstraße 217 über-, hinter dem Bahnhof Wennigsen die Landesstraße 391 in einem Einschnitt unterquert. Die meisten anderen Straßenkreuzungen erfolgen über höhengleiche Bahnübergänge, so z. B. in Weetzen, Lemmie, Wennigsen, Egestorf und weiteren Stellen im Gebiet von Barsinghausen, Bad Nenndorf und Haste.
Da ein erheblicher Teil der Trasse sozusagen am Fuße des hannoverschen „Hausgebirges“ verläuft, des namengebenden Deisters (Höhe bis zu 405 Meter), wird sie auch an Wochenenden stark von Ausflüglern und Wanderern genutzt. Im Bahnhof Haste endet die Deisterbahn auf einem separaten Gleis neben der Bahnstrecke Hannover–Minden–Ruhrgebiet.
Die Bahnhöfe in Weetzen und Haste sind von der DB Station&Service in die Preisklasse 4 eingeordnet, die Haltepunkte Kirchdorf und Winninghausen in die Preisklasse 6, alle anderen Bahnhöfe und Haltepunkte in die Preisklasse 5.

## Betrieb

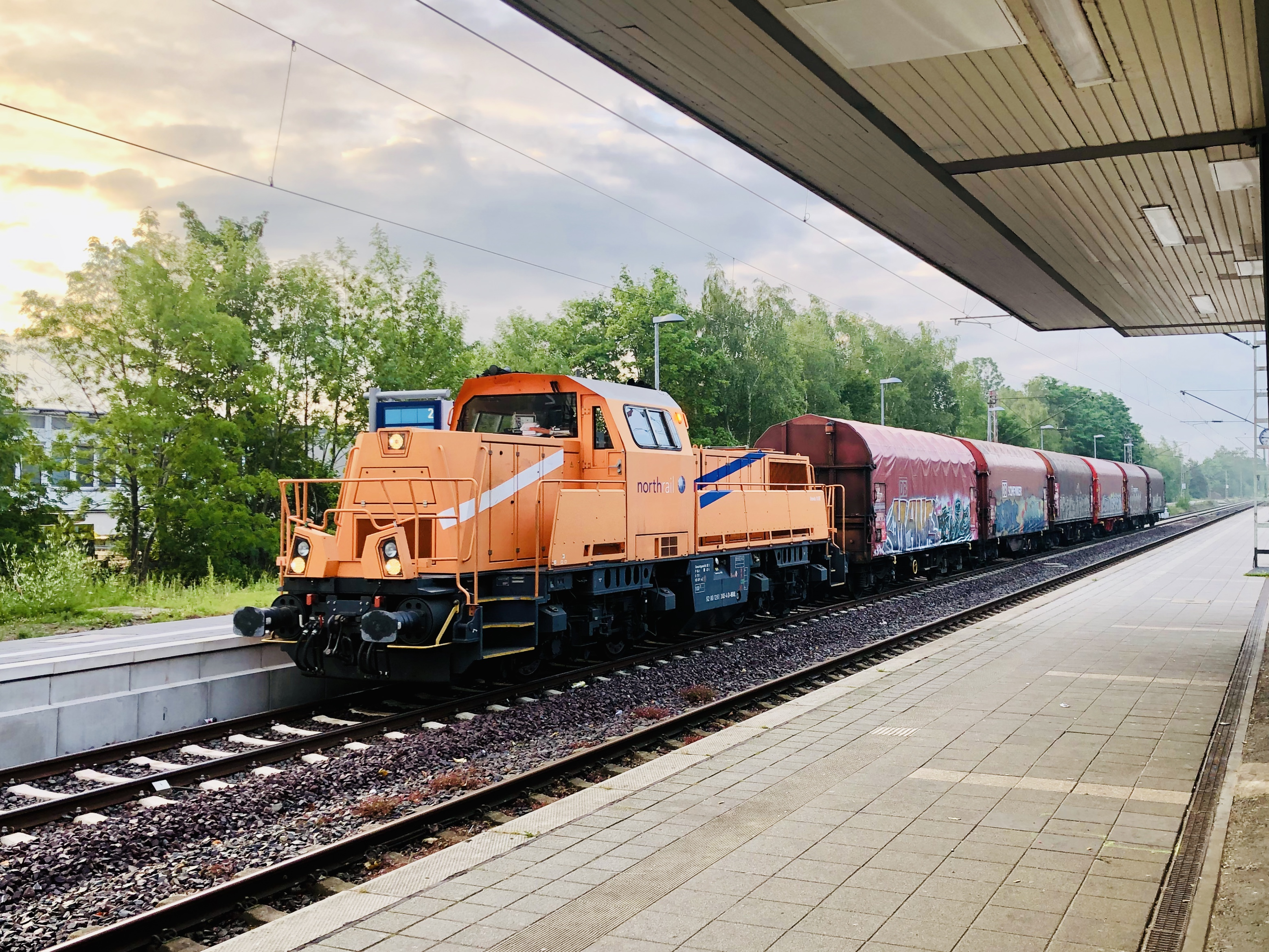
Ein Güterzug wartet auf einem Gleis im Bahnhof Barsinghausen

Heute wird die Strecke von den Linien S1, S2 und seit dem 15. Dezember 2013 auch von der S21 der S-Bahn Hannover befahren. Von 5:00 bis 22:00 Uhr besteht montags bis freitags mit einem Halbstundentakt die beste Bedienung der Deisterbahn in ihrer Geschichte. Die planmäßigen Kreuzungen der Linien S1 und S2 auf dem westlichen Streckenabschnitt finden im Bahnhof Bantorf statt. Im östlichen Abschnitt finden Fliegende Kreuzungen im Abschnitt zwischen Egestorf und Weetzen statt. Die S21 wendet in Barsinghausen am Gleis 2, während die durchgehenden Züge der S1 und S2 planmäßig Gleis 1 benutzen.
Der Güterverkehr spielt kaum mehr eine Rolle, lediglich im Industriegebiet Barsinghausen werden zwei Betriebe mit Gaskesselwagen und Hauben-/Planenwagen für Stahlprodukte von Hannover-Linden aus etwa einmal täglich bedient. Dieser Verkehr wird von der DB Cargo durchgeführt. In der Regel kommt eine Voith Gravita zum Einsatz und verkehrt von Hannover-Linden kommend über Weetzen nach Barsinghausen. Der Rückweg führt seit der Einführung der S21 auf Grund von Trassenkonflikten in der Regel über Haste.
Bei der Fahrplangestaltung ist darauf geachtet worden, dass in Haste ein beidseitiger Anschluss und in Weetzen ein Anschluss in Richtung Hameln gegeben ist. Zusammen mit den Busanschlüssen wird im Gebiet der Deisterbahn das Ziel eines integralen Taktfahrplans nahezu erreicht.
Bei Störungen im Umfeld des Hauptbahnhofs Hannover wird die Strecke gelegentlich als Umleitungsstrecke für Fernverkehrszüge benutzt, daher sind hier von Zeit zu Zeit auch IC- oder Intercity-Express-Züge zu sehen.

## Heutige Situation

### Infrastruktur
Betrieblich ist die Strecke von Weetzen bis Barsinghausen als Hauptbahn und von Barsinghausen bis Haste als Nebenbahn eingestuft.
Die Strecke ist durchgängig elektrifiziert und im Abschnitt von Weetzen (ausschließlich der Bahnhofseinfahrt) bis Egestorf zweigleisig, ansonsten eingleisig. Es existiert lediglich in Barsinghausen noch ein Industrieanschluss, der nicht elektrifiziert ist. Weiterhin existieren im Bahnhof Barsinghausen noch Reste des ehemaligen dritten Bahnhofsgleises, das aber nicht mehr an die Strecke angeschlossen ist. Alle anderen Nebengleise sind vollständig abgebaut. Kreuzungsmöglichkeiten gibt es in Barsinghausen und Bantorf.

### Sicherungssysteme
Die Strecke wird von zwei Stellwerken aus gesteuert. Der östliche Streckenteil bis einschließlich des Bahnhofs Wennigsen wird vom Relaisstellwerk Weetzen aus gesteuert, der Abschnitt von Egestorf bis Bantorf vom Stellwerk im Bahnhof Barsinghausen. Ein weiteres Stellwerk befindet sich im Bahnhof Haste, das allerdings nur den Bereich des dortigen Bahnhofs kontrolliert.
Auf der gesamten Strecke kommen H/V-Lichtsignale zum Einsatz, teilweise in Kompaktbauform.
Die beiden Bahnübergänge direkt südlich des Bahnhofs Weetzen und direkt westlich des Bahnhofs Barsinghausen sind mit Vollabschlüssen (vierschlägige Schranke) gesichert. Die dazwischen liegenden Bahnübergänge sind sämtlich mit Halbschranken gesichert, ebenso wie die meisten Bahnübergänge westlich von Barsinghausen. Auf dem westlichen Abschnitt gibt es auch nur mit Andreaskreuz gesicherte Bahnübergänge.

## Weitere Planungen
Für den Bundesverkehrswegeplan 2030 wurde ein Ausbauprojekt für eine verbesserte Güterumfahrung des Stadtgebiets Hannover angemeldet, in dem eine neue Verbindungskurve im Bereich Weetzen vorgesehen war. Das Projekt wurde nicht in den BVWP 2030 aufgenommen.
Die Region Hannover prüfte 2016 den Bau weiterer Haltepunkte in Hannover-Waldhausen sowie am Braunschweiger Platz. Um die dadurch entstehende Fahrzeitverlängerung auszugleichen, sollte der Haltepunkt Winninghausen zweigleisig ausgebaut werden.